# Ermita de Sant Gregori d'Atzeneta del Maestrat
L'Ermita de Sant Gregori d'Atzeneta del Maestrat, a la comarca de l'Alt Maestrat (País Valencià) és un edifici religiós que es troba a un quilòmetre de la població d'Atzeneta del Maestrat, al costat de la carretera CV-165 en direcció de la Torre d'en Besora, aproximadament en el quilòmetre 25.
Està reconeguda com a Bé de Rellevància Local segons la Disposició Addicional Cinquena de la Llei 5/2007, de 9 de febrer, de la Generalitat Valenciana, de modificació de la Llei 4/1998, d'11 de juny, del Patrimoni Cultural Valencià (DOCV Núm. 5.449 / 13/02/2007), presentant com a codi identificador el 12.04.001-002.

## Descripció històrica-artística
L'ermita de Sant Gregori data del segle xviii, iniciant-se la seua construcció en 1714 i concloent-se l'any 1723, tal com queda inscrit en les parets de la sagristia Es va construir seguint les pautes de l'estil barroc.
És una ermita de grans dimensions, de fàbrica de maçoneria i carreus que es va construir per decisió eclesiàstica pensant que amb això aconseguirien protegir la vila de les plagues de paràsits que solien sofrir les vinyes de la zona.
Es va aixecar utilitzant un dels murs del cementeri com a paret mitgera amb l'ermita, i presenta un atri d'entrada porticat amb tres arcs de mig punt, en cadascun dels tres costats, i sobre ell a l'interior de l'ermita se situa el cor. Damunt de l'arc central s'obre una finestra que serveix per donar il·luminació al cor, i s'acaba amb una espadanya, decorada amb boles i on se situa una única campana fosa en 1854.
És un edifici d'una sola nau, i capelles, amb coberta de teula a dues aigües.
Respecte al seu interior, destaca el paviment que data del segle XIX i La volta de canó que presenta dos arcs recolzats en sengles pilastres divisòries de l'espai interior en dos trams i presbiteri. Encara que és de nau única presenta prolongacions laterals i un trasaltar, que limita amb el cementeri contigu. Poden destacar-se també la pila d'aigua beneïda datada en 1919, així com la presència d'un púlpit.

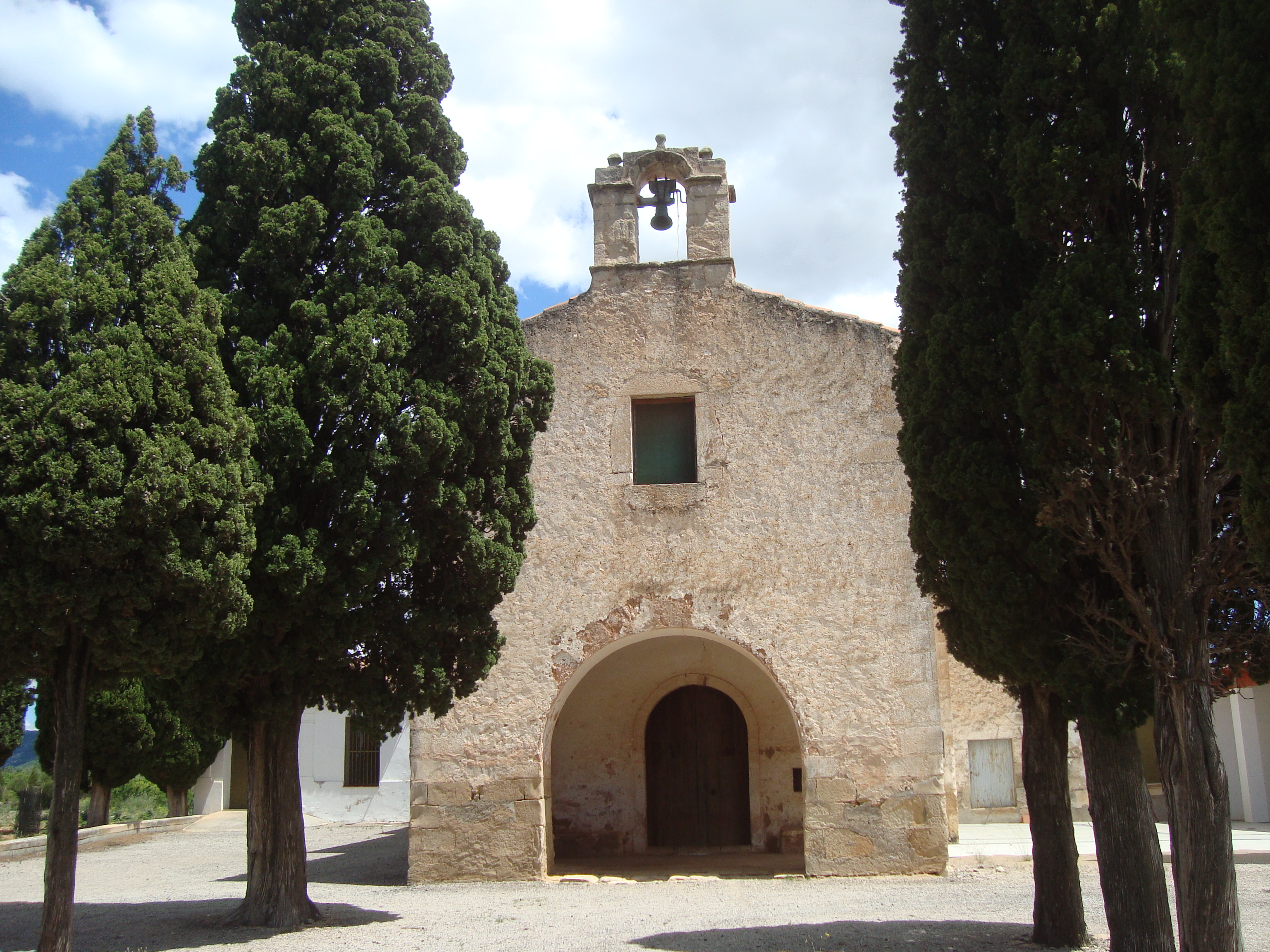
Ermita de Sant Gregori (Atzeneta del Maestrat)

L'altar major és ric en daurats i en ell destaca la imatge de Sant Gregori que s'emmarca en un retaule de fusta tallat per Francesc Soria, i sufragat per Melchor Rovira. Existien antany unes taules amb imatges de Santa Anna, la mare de Déu amb el Nen i el Calvari, conegudes com a “d'Artesa”, ja desaparegudes. Cal assenyalar també les pintures del sostre de l'altar major, en les quals es veu al sant conjurant a les plagues del camp.